# NGC 4013
NGC 4013 is een spiraalvormig sterrenstelsel in het sterrenbeeld Grote Beer. Het hemelobject ligt 55 miljoen lichtjaar van de Aarde verwijderd en werd op 6 februari 1788 ontdekt door de Duits-Britse astronoom William Herschel.

## Pseudo supernova
Vanaf de Aarde gezien bevindt zich schijnbaar nabij het centrum van dit stelsel een relatief heldere ster die de indruk opwekt dat er zich in dit stelsel een supernova voor doet. In werkelijkheid betreft het een voorgrondster die tot het melkwegstelsel behoort.

## Synoniemen
- UGC 6963
- MCG 7-25-9
- ZWG 215.10
- IRAS 11559+4413
- PGC 37691
- H 2.733
- h 1041